# Edoardo Padovani

a Compétitions nationales et continentales officielles uniquement.

b Matchs officiels uniquement.
Dernière mise à jour le 2 Avril 2022.
Edoardo Padovani, né le 15 mai 1993 à Venise (Italie), est un joueur de rugby à XV italien. Arrière polyvalent, il joue avec l'Italie et le club du Benetton Trévise au poste d'Arrière essentiellement.

## Biographie
Il est né le 15 mai 1993 à Venise en Italie dans une famille modeste. Il commence le rugby  à l'âge de 11 ans au lycée puis rejoint cinq ans plus tard la franchise des Zèbres. [réf. nécessaire]
En mai 2023, il est sélectionné avec l'Italie dans un groupe de 46 joueurs pour préparer la Coupe du monde 2023.

## Statistiques en équipe nationale
Au 9 mars 2025 , Edoardo Padovani compte 44 capes avec l'équipe d'Italie, dont 35 en tant que titulaire, inscrivant 9 essais et 6 pénalités et 1 transformation. Il débute en équipe nationale à l'âge de 22 ans le 14 février 2016 par une défaite 9-40 contre l'Angleterre.
Il participe notamment à quatre tournois des Six Nations en 2016, 2017, 2019 et 2022
C'est notamment lors de ce dernier qu'il inscrit l'essai de la gagne de son équipe entre les perches, grâce à une relance dans son camp de son coéquipier Ange Capuozzo dans les dernières minutes de leur dernier match à Cardiff face au Pays de Galles.
Cela permet à son équipe de briser la série de 36 défaites d'affilée dans le Tournoi des 6 nations. 